# گیله‌تاغ
گیله‌تاغ (ترکی آذربایجانی: Gilətağ) یک منطقهٔ مسکونی در جمهوری آذربایجان است که در شهرستان زنگلان واقع شده است؛ در جمهوری آرتساخ است که در استان کاشاتاق واقع شده‌است.